# 霍多夫
霍多夫是捷克的城鎮，位於該國西部，距離與德國接壤的邊境17公里，由卡羅維發利州負責管轄，面積14.25平方公里，海拔高度418米，2006年人口14,838。

## 外部連結
- Official website （页面存档备份，存于） (cs, en, de, ru)